# Саламандър
 Тази статия е за животното.  За селото в Южна България вижте Дъждовник (село).  
Саламандърът, известен още като дъждовник или огнен саламандър (Salamandra salamandra), е най-разпространеният вид от разред опашати земноводни. Той е най-едрият представител на семейство Саламандрови. На дължина достига 15 – 25 cm, в редки случаи – до 30 cm.
На цвят дъждовникът е черен с яркожълти петна или ивици, чието количество може да варира – някои екземпляри са почти изцяло черни, докато при други жълтото преобладава. При някои подвидове са възможни нюанси на червено и оранжево, заместващи или смесващи се с жълтото.

## Разпространение и местообитание
Дъждовникът се среща в Южна и Средна Европа, Северна Африка и северните части на Близкия изток. Североизточната граница на ареала му преминава през южната част на Дания, Южна Полша и Карпатите, а източната достига до Иран. Не се среща на Британските острови.
В България се срещат два подвида – S. s. slamandra и S. s. beschkovi, който за пръв път е описан през 1981 в долината на река Санданска Бистрица и в Родопите. Не е установено наличието на дъждовници в районите край река Дунав, Добруджа, Странджа, Арда около село Студен кладенец и равнинните части на Тракия.
Предпочитано място за живот на дъждовника са широколистните гори, в които земята е покрита с листа. Също така се нуждае за своето размножаване от малки водни басейни (ручеи, чисти локви и други). Най-често се среща в пояса между 400 и 1000 m над морското равнище. По изключение е намиран на 2350 m при Типицките езера, но обикновено достига само до горния край на пояса на буковите гори (1200 – 1600 m).

## Подвидове
- S. s. alfredschmidti (Köhler & Steinfartz, 2006)
- S. s. almanzoris (Müller & Hellmich, 1935)
- S. s. bejarae (или hispanica) (Wolterstorff, 1934)
- S. s. bernardezi (Wolterstorff, 1928)
- S. s. beschkovi (Obst, 1981)
- S. s. crespoi (Malkmus, 1983)
- S. s. fastuosa (или bonalli) (Schreiber, 1912)
- S. s. gallaica (López-Seoane, 1885)
- S. s. gigliolii (Eiselt & Lanza, 1956)
- S. s. infraimmaculata
- S. s. longirostris (Joger & Steinfartz, 1994)
- S. s. morenica (Joger & Steinfartz, 1994)
- S. s. salamandra (или werneri) (Linaneus, 1758)
- S. s. semenovi
- S. s. terrestris (Lacépède, 1788)

## Начин на живот и хранене
Дъждовникът е активен вечер и нощем. През останалото време се крие в сенчести процепи, под паднали дървета или други влажни и сенчести места. Денем излиза на повърхността само в дъждовни дни, понякога и при слаб снеговалеж, откъдето идва и името му. Обикновено е активен от април до ноември, но при меко време може да бъде видян и през зимата.
Дъждовникът остава верен на едно и също местообитание в продължение на много години. Експерименти са показали, че той познава територията си и важен фактор за това е зрението му.
Продължителността на живота на дъждовниците е около 14 години, но може да бъде и много по-голяма. Някои екземпляри, отглеждани затворени, са достигали възраст от над 50 години.
Дъждовникът се храни с дребни безгръбначни, главно голи охлюви, но също и дъждовни червеи, стоножки, насекоми, ларви, паякообразни, мокрици. Улавя ги с предните зъби или със задната половина на езика, която залепва плячката.
Младите дъждовници си изграждат предпочитания към плячката по време на първите няколко седмици на живот. За улавянето на плячка дъждовникът използва различни тактики в зависимост от ситуацията. Когато е светло използва движението, за да се ориентира, и игнорира неподвижните животни. Когато ловуват на тъмно, те използват обонянието си като главен ориентир. Тогава дъждовникът може да атакува и неподвижна плячка толкова пъти, колкото я надуши.

## Размножаване
Мъжките и женските дъждовници не се различават външно, освен през размножителния период, когато при мъжките се появява издута жлеза, произвеждаща сперматофорите. Оплождането обикновено се извършва на сушата между октомври и декември. Мъжкият оставя сперматофорите на земята, а женската ги поема в яйцепровода си. След това женските могат да раждат в продължение на 2 – 3 години, тъй като сперматозоидите остават живи в яйцепроводите им.
Повечето дъждовници са яйцеживородни и раждат по 20 до 55 почти напълно развити водни ларви с дължина 12 – 21 mm. Това става най-често в извори, вирове на планински реки, корита на чешми и други, като се предпочитат тъмни и студени водоеми. Раждането става през пролетта или есента, а понякога и през двата сезона. Ларвите имат външни хриле и перка по горния и долния ръб на опашката. По време на метаморфозата, продължаваща 4 – 6 месеца, ларвите губят хрилете си и развиват бели дробове. Няма сведения за неотения при дъждовниците. Метаморфозиралите животни се крият и рядко излизат на повърхността.
Два от подвидовете (S. s. fastuosa и S. s. bernardezi) са живородни. Те раждат на сушата напълно развити малки.

## Токсичност
При раздразнение кожата на дъждовника отделя отровен бял секрет – невротоксичният алкалоид самандарин. Секретът, концентриран в кожни жлези, главно около главата и по гърба, причинява на гръбначните животни силни мускулни конвулсии и високо кръвно налягане. Жлезите, отделящи самандарина, обикновено са разположени по цветните петна. Дъждовникът е способен да разпръсква тази отрова срещу хищници, за да обезкуражи нападателя. Въпреки това е известно, че някои животни, като жълтоухата водна змия и смокът мишкар, понякога поглъщат дъждовници.
Самандаринът може да се използва срещу бактериални и гъбични инфекции на кожата, но също така може да бъде и опасен, дори и за хората.

## Природозащитен статут
- Червен списък на световнозастрашените видове (IUCN Red list) – Незастрашен (Least Concern LC)[2]

В България дъждовникът е защитен с Приложение III на Бернската конвенция и със Заповед 729/1986 г. на Комитета за опазване на природната среда.